# Oliver Sipple
Oliver "Billy" Sipple (Detroit, 20 de novembro de 1941 – 2 de fevereiro de 1989) foi um norte-americano condecorado veterano da Marinha dos Estados Unidos e da Guerra do Vietnã, amplamente conhecido por ter salvo a vida do presidente dos Estados Unidos Gerald Ford durante a tentativa de assassinato em San Francisco em 22 de setembro de 1975. A subsequente revelação pública de que Sipple era gay tornou a história uma célebre causa para os ativistas gays.